# Jsem už dospělý
Jsem už dospělý (v originále Consenting Adult) je americký hraný film z roku 1985, který režíroval Gil Cates podle románu Laury Z. Hobson. Film popisuje osudy americké středostavovské rodiny, která se vyrovnává s faktem, že jejich syn je gay.

## Děj
Ken se právě zotavil po srdeční příhodě a jeho manželka Tess mu připravila malou oslavu. Dostavili se všichni přátelé a známí, kromě syna Jeffa, který studuje v Seattlu. Jeff krátce poté zavolá matce, že s ní potřebuje soukromě hovořit. Oznámí jí, že je gay, ale nechce přiostřit vztahy s otcem. Tess je zdrcená a snaží se Jeffovi pomoci. Zajistí mu sezení o psychologa, aby ho z homosexuality vyléčil. Před manželem chce synovu orientaci z ohledu na jeho zdraví zatajit. Ken se o ní přesto dozví, takže jeho vztah k synovi velmi ochladne. Jeff se s rodiči nepohodne, přestane docházet na terapii a začne žít s partnerem Stuartem. Setkává se pouze se svou starší sestrou Claire a jejím manželem Natem. Až po smrti svého otce se dozví, že ten se s ním chtěl usmířit, ale dopis již synovi nestihl odeslat. Postupně se usmíří s matkou, která plně akceptuje jeho osobní život.

## Obsazení
| Marlo Thomas     | Tess Lynd      |
| Martin Sheen     | Ken Lynd       |
| Barry Tubb       | Jeff Lynd      |
| Talia Balsam     | Margie         |
| Ben Piazza       | Dr. Mark Waldo |
| John Terlesky    | Pete Roberts   |
| Corinne Camacho  | Claire         |
| Matthew Laurance | Nate           |
| Joseph Adams     | Stuart         |
| Richard Sargent  | Pat Malone     |

## Ocenění
- Zlatý glóbus: nominace v kategorii Nejlepší herečka v minisérii nebo TV filmu (Marlo Thomas)